# Oncidium pictum
Oncidium pictum är en orkidéart som beskrevs av Carl Sigismund Kunth. Oncidium pictum ingår i släktet Oncidium och familjen orkidéer. Inga underarter finns listade i Catalogue of Life.